# Sciapus sericea
Sciapus sericea är en tvåvingeart som först beskrevs av de Meijere 1913.  Sciapus sericea ingår i släktet Sciapus och familjen styltflugor. Inga underarter finns listade i Catalogue of Life.